# Malthodes brevicauda
Malthodes brevicauda is een keversoort uit de familie soldaatjes (Cantharidae). De wetenschappelijke naam van de soort werd in 2001 gepubliceerd door Takahashi.